# Giacomo y Giovanni Battista Tocci

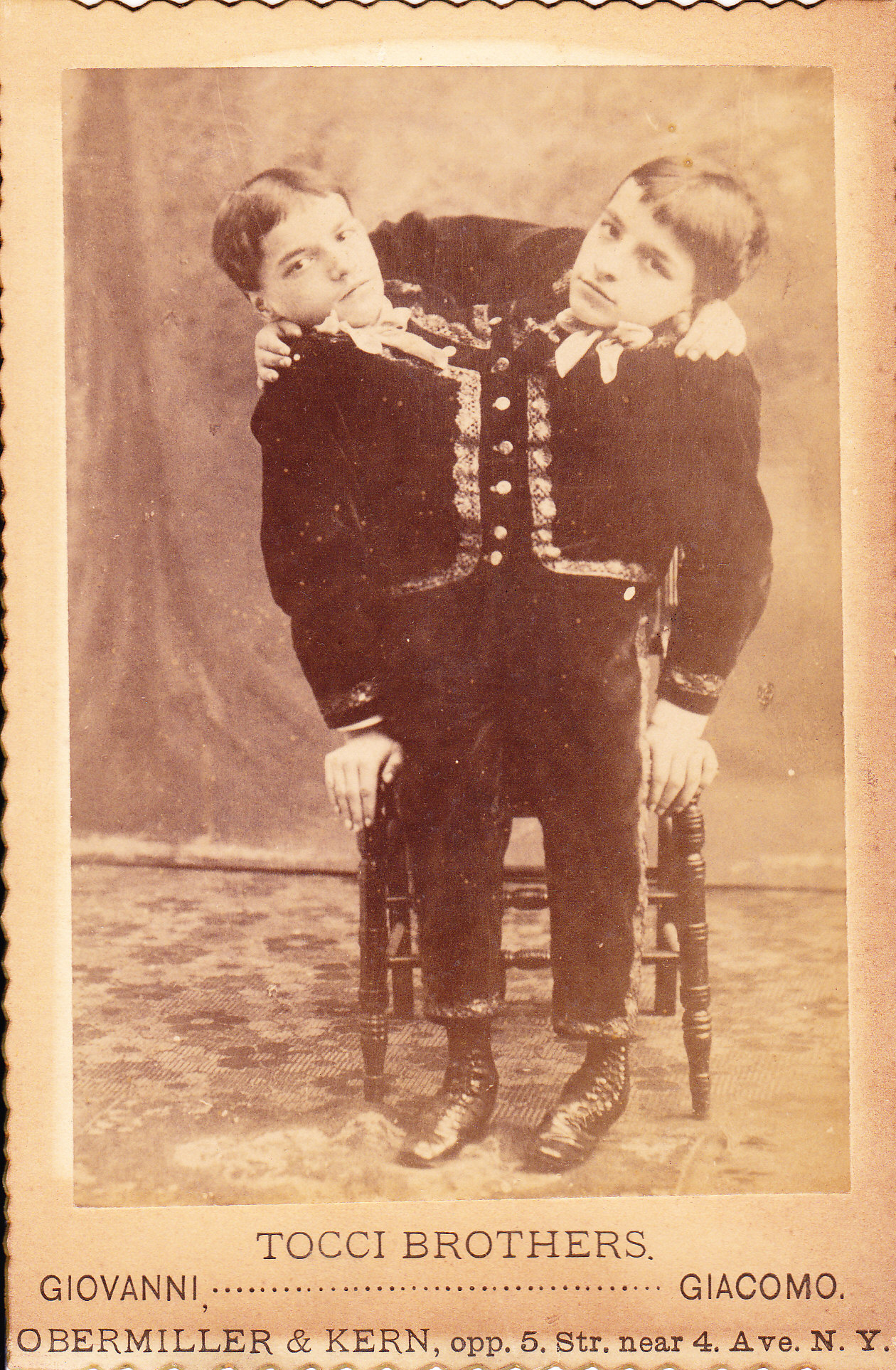
Los hermanos Tocci en los años 1880

Giacomo y Giovanni Battista Tocci fueron unos hermanos siameses italianos nacidos en Locana, Italia  entre 1875 y 1877 en julio u octubre, que se exhibieron en espectáculos de rarezas con gran éxito a finales del siglo XIX.

## Nacimiento
Su madre Maria Luigia Mezzanrosa tenía 19 años; el parto no se complicó porque ella tenía una pelvis grande y ellos nacieron relativamente pequeños. El de la derecha fue llamado Giovanni Battista, y el de la izquierda Giacomo. Cuando la partera mostró su primogénito al padre, Giovanni Tocci, este sufrió un colapso y permaneció un mes en un psiquiátrico.

## Niñez temprana
A su regreso a casa, viendo que seguían vivos, los llevó a Turín para exhibirlos en un espectáculo de rarezas, donde los gemelos fueron examinados por profesores de la Academia de Medicina de Turin, que los consideraron inviables. Aun así, el padre continuó con una visita a París, donde los examinaron dos doctores de Lyon, que en cambio, determinaron que vivirían mucho tiempo. En agosto de 1879, los gemelos fueron mostrados ante la Sociedad suiza de Ciencias Naturales. Los gemelos eran siameses dicefálicos parápagos tetrabraquios: un solo par de piernas y un ancho tronco común hasta la sexta costilla, dos cabezas, dos cuellos, dos columnas vertebrales y cuatro brazos; tenían dos corazones, dos estómagos, dos pares de pulmones, dos diafragmas separados, y un intestino, ano y pene. Como en todos los siameses lateralizados, cada gemelo controlaba su pierna respectiva, y no sentía el cuerpo del otro gemelo. Los parápagos tribraquios son similares pero presentan además del par normal un brazo, a veces poco desarrollado, entre las dos cabezas y los parápagos dibraquios solo tienen dos brazos y entre los hombros surgen dos cuellos y cabezas aparentando una persona bicéfala. El 10% de los siameses son dicéfalos parápagos.
El padre, que no creía en su supervivencia, decidido a sacar el máximo provecho hasta el supuesto deceso, los mantuvo en giras constantes a lo largo de los años 1880 exhibiéndolos en la mayoría de las principales ciudades de Italia, Suiza, Alemania, Austria, Polonia, y Francia. A pesar de que un doctor inglés dictaminó que Giacomo era idiota y Giovanni inteligente y artístico, otros indicaron la inteligencia de ambos. Nunca aprendieron a andar pues al pasar sus primeros años exhibidos constantemente acostados sus piernas perdieron masa y fuerza. A partir de los cinco años se mostraban y posaban sentados o apoyados en una silla u otro mueble y a veces los trasladaban en silla de ruedas. En su intimidad, solo a la vista de sus padres y amigos, se desplazaban arrastrándose con ayuda de los brazos.

## Adolescencia
Los gemelos hablaban italiano, francés y alemán. A veces discutían y peleaban a puñetazos. Mientras a Giovanni le gustaba la cerveza, Giacomo prefería el agua mineral. Giacomo era hablador, y Giovanni tranquilo. Durante la exhibición, Giacomo era el que solía contestar a las preguntas del público, mientras Giovanni se dedicaba a dibujar. En 1891, los chicos viajaron a los Estados Unidos para una visita y ganaron la astronómica cifra de $1000 la primera semana. En marzo de 1892, llegaron a Nueva York y permanecieron tres semanas. Su visita programada para un año se convirtió en una gira de cinco años debido a su enorme popularidad en los Estados Unidos.

## Retiro
En 1897, los gemelos decidieron retirarse a Italia, comprando una gran villa en Venecia. Giovanni y Giacomo vivían como reclusos, sin salir nunca de los altos muros que rodeaban la villa; estaban hartos de su sobrexposición desde donde recordaban, en los espectáculos de rarezas. En 1900, se informó que estaban vivos y bien. En 1904, los hermanos al parecer se casaron con dos chicas. Una especulación legal se desató, el público no sabía qué pasaría si los gemelos tuvieran hijos. Informes más tardíos son contradictorios. Uno, en 1906, informaba que los hermanos habían muerto, pero en 1911 otro informe confirmaba que continuaban vivos. Otro informe escrito en 1934 declaraba que en 1912 estaban vivos y habían sido padres. Los últimos informes al respecto indican que murieron en 1940 sin hijos.

## Mark Twain y "Aquellos Gemelos Extraordinarios"

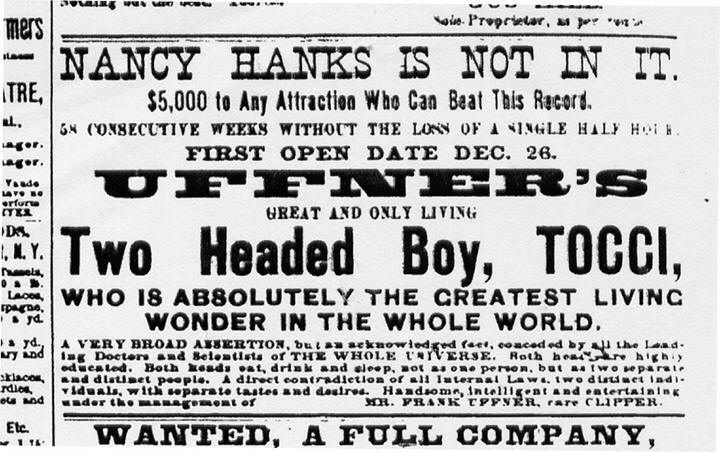
The Twoo Headed Boy (El Chico con dos cabezas, en inglés), anuncio en un periódico de una presentación de los hermanos Tocci

Durante la exitosa gira americana, el autor Mark Twain vio una fotografía del "Joven fenómeno italiano" y decidió escribir el cuento "Aquellos Gemelos Extraordinarios", el cual más tarde se convertiría en Pudd'nhead Wilson.